# Melbler
Melbler, auch Melber, war ein zünftig organisierter Verkäufer von Mehl, welcher teilweise auch Produzent war. Regional verkaufte er auch andere Waren.
Eine Frau wurde als Melblerin bezeichnet.